# 나라양간지구

방글라데시 나라양간지구

나라양간지구(벵골어: নারায়ণগঞ্জ জেলা)는 방글라데시 중부에 위치한 구로 다카주의 행정 중심지이다. 방글라데시에서 가장 작은 지역이다. 소나르가온의 고대 도시의 본거지이며 방글라데시에서 가장 오래된 산업 지구 중 하나이다. 이 지역은 시탈락샤강과 메그나강의 강둑에 위치해 있다. 이곳은 산업 중심지이며 황마 무역, 식물 가공 및 부문에서 중요한 역할을 한다. 많은 황마포 공장이 있기 때문에 "방글라데시의 던디"라는 별명이 있다.

## 역사
나라양간지는 다카 지역의 다른 많은 지역과 같은 역사를 가지고 있었다. 이전에 팔라 제국과 세나 왕조에 의해 통치되었던 이 지역은 14세기에 무슬림 벵골 술탄국의 일부가 되었다. 이사 칸의 통치 기간 동안 벵골의 수도였던 소나르가온이 그 지역에 있다. 후에 그 지역은 벵골 수바로서 무굴인에 의해 점령되었다. 이 지역의 이름은 베누르 타쿠르 또는 락슈미 나라얀 타쿠르로도 알려진 힌두교 지도자인 비콘 랄 판디의 이름을 따서 지어졌다. 판디는 플라시 전투 후 1766년에 영국 동인도 회사로부터 그 지역의 소유권을 얻었다. 그는 시탈락시야 강둑의 시장을 나라야나 숭배를 위한 비용을 지불하기 위해 기부된 재산으로 선언했다. 그 후, 그 지역은 나라양간지라고 이름 지어졌다.
17세기와 18세기에 포르투갈인과 영국인의 유입으로 인해 중요성이 커졌다. 최초로 개발된 것은 시탈락시야의 서안이었다. 나라양간지는 19세기에 랠리 형제가 1830년에 아삼주의 회사의 도움을 받아 황마포를 서부로 수출하는 회사를 시작했을 때만 중요해졌다. 1908년까지, 18개의 유럽 회사들과 2개의 인도 회사들이 캘커타에서 황마포로 거래되었다.
1947년 파키스탄 운동과 함께, 경제는 대부분의 현존하는 황마포 제분소의 위치 때문에 황마포 제분소를 포함하는 황마포 제분소를 주로 생산하던 것에서 변화했다. 이것은 나라양안지와 그 주변에 지역 경제를 크게 활성화시킨 많은 공장들이 설립된 후에 이루어졌다.
1971년 11월 29일 파키스탄 육군은 파툴라 타나에서 139명을 학살했다. 8일 전, 자유 투사들의 일원들은 파키스탄 군대와 싸웠으며, 이 전투에서 한 명의 투사가 사망했다.
1984년 2월 15일에 다카주에 속했던 나라양간지가 구가 되었다.

## 경제
그 지역은 실과 염색 제품의 상품화를 개척했다. 이 지방은 직조업과 마찬가지로 가내 공업이 풍부하다. 국제 무역, 수출입 사업, 조선소 벽돌밭 등은 사람들에게 고용 기회를 만들어 가계 인구에 대한 추가 소득을 촉진한다. 면화의 중소 산업이 날로 증가하여 지역민들의 고용 보조금을 채우고 있다. 나라양간지의 농촌 경제는 대부분 농업에 기반을 두고 있다. 방글라데시 은행에 따르면, 이 지역은 국민 총소득(GNI)과 부의 소유 측면에서 전국 3위를 차지하고 있다. 현재의 네트워크 마케팅은 여기서 가장 좋은 위치에 있다. 그래서 나라양간지의 경제는 나날이 성장하고 있으며 국가 건설 계획에도 기여하고 있다.

## 인구
| 연도     | 인구      | ±% p.a. |
| -------- | --------- | ------- |
| 1974     | 1,067,026 | —       |
| 1981     | 1,356,728 | +3.49%  |
| 1991     | 1,754,804 | +2.61%  |
| 2001     | 2,173,948 | +2.16%  |
| 2011     | 2,948,217 | +3.09%  |
| 2022     | 3,909,138 | +2.60%  |
| Sources: |           |         |

2011년 방글라데시 인구 조사에 따르면 나라양간지구의 인구는 2,948,217명이며, 이 중 1,521,438명은 남성이고 1,426,779명은 여성이다. 농촌 인구는 195만 9,261명(66.46%)인 반면 도시 인구는 98만 8,956명(33.54%)이었다. 나라양간지구는 7세 이상 인구의 문맹률이 57.10%로 남성 59.48%, 여성 54.56%였다.

## 같이 보기
- 방글라데시의 구